# Sukkerproduktion i Dansk Vestindien
Sukkerproduktion i Dansk Vestindien, nu de Amerikanske Jomfruøer, var en vigtig del af øernes økonomi i over 200 år. Længe før øerne blev en del af USA i 1917, benyttede Danmark sig af øerne, særligt Sankt Croix, til dyrkning af sukkerrør. Det begyndte i starten af 1700-tallet og i 1800 blev der dyrket sukkerrør på over 30.000 hektar, hvilket var med til at give Sankt Croix navnet "Vestindiens Have".
Den sidste sukkerfabrik på øen lukkede i 1966.